# شلال (قرية)
شلال (بالإنجليزية:Shellal) قرية أثرية صغيرة على ضفاف النيل في جنوب أسوان في صعيد مصر. تقع على الحدود الشمالية التقليدية للمنطقة النوبية مع كل من الإمبراطورية المصرية والإمبراطورية الرومانية. خلال فترة مصر القديمة، كانت منطقة محاجر مهمة للغاية لإنتاج الجرانيت. ولكن في الوقت الحاضر، من الممكن رؤية بعض أعمال الجرانيت غير المكتملة في المكان (الذي سيصبح قريبًا متحفًا في الهواء الطلق)؛ تشمل بعض الأشياء المعروضة تماثيل غير مكتملة لأوزوريس ورمسيس الثاني وحمامات رومانية غير مكتملة.

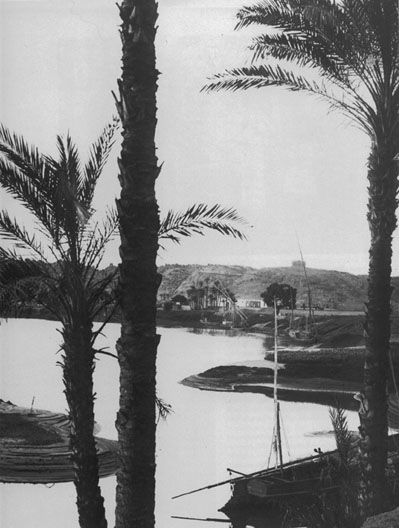
"نهر النيل في شلال، التقطت هذه الصورة في آخر ظهر يوم 15 فبراير 1891." الصورة: الملكة فيكتوريا ملكة السويد. مصر، 1891.

ذُكرت قرية شلال في نص يرجع تاريخه إلى القرن السادس الميلادي حيث يفتخر ملك نوباتيا بطرده البليميين من بلاده شمالًا من إبريم إلى شلال، على الحدود مع مصر الرومانية.
كانت أيضًا مدينة مهمة خلال السيطرة العربية الإسلامية المبكرة؛ على وجه التخصيص، هناك بعض المآذن القديمة التي يعود تاريخها إلى القرن الحادي عشر وهي الآن غارقة تحت مياه بحيرة ناصر. هذه المآذن تعكس التأثير المباشر لمنطقة الحجاز في شبه الجزيرة العربية، بدلاً من سيطرة قوى مصر السفلى.

## المواصلات
خلال القرن التاسع عشر، تم ربط خط سكة حديد الأقصر - أسوان بخط ضيق من أسوان إلى الشلال تم إنشاؤه عام 1884 من قِبل البريطانيون كخط عسكري خلال الحملة السودانية الأولى لتسريع نقل المخازن العسكرية بعد أول إعتام عدسة العين. في وقت لاحق تم تحويل المحطة الجنوبية الأخيرة في شبكة السكك الحديدية المصرية إلى معيار قياسي.
في أواخر القرن التاسع عشر، فيكتوريا من بادن ملكة السويد فيكتوريا، زارت مصر وسافرت جنوبًا إلى شلال حينما التقطت صورة فوتوغرافية مشهورة حتى الآن للموقع في اخر ظهر يوم 15 فبراير 1891. الصورة هي أول وثيقة بيانية معروفة في الوجود، التي تصور مياه النيل عند شلال.
يوجد اليوم في شلال ميناء منفذ صغير حيث تغادر القوارب إلى معبد فيلة القريب ويوجد فيه سوق صغير حيث ينتظر التجار عودة السياح من المعبد.